# Вьетнамская фонология

Распространение вьетнамского языка:
Государственный язык (Вьетнам, 86 млн)
> 1 млн говорящих (США)
> 100 000 (Австралия, Германия, Камбоджа, Лаос, Канада, Россия, Тайвань, Франция, Южная Корея)
> 10 000 (Великобритания, Китай, Нидерланды, Норвегия, Польша, Чехия, Швеция)

Фонология вьетнамского языка — раздел фонологии, занимающийся изучением звукового строя и функционирования звуков вьетнамского языка.

## Согласные

### Северный диалект

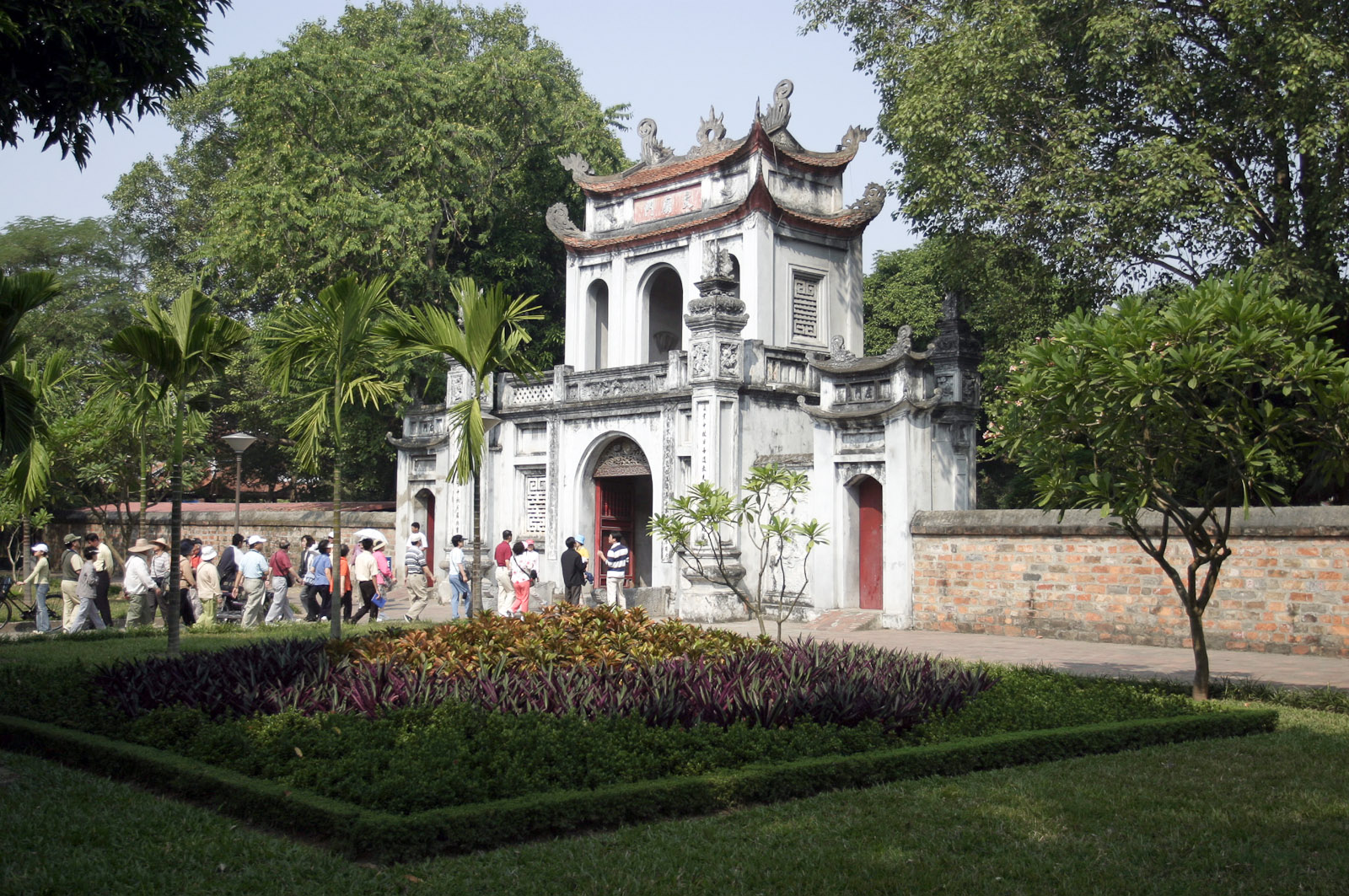
Храм литературы в Ханое

В ханойском (северном) диалекте имеется 21 согласный звук:
|               |                    | Губно-губные | Губно-зубные | Зубные/ альвеолярные | Нёбные | Велярные | Глоттальные |
| ------------- | ------------------ | ------------ | ------------ | -------------------- | ------ | -------- | ----------- |
| Носовые       | Носовые            | /m/          |              | /n/                  | /ɲ/    | /ŋ/      |             |
| Взрывные      | непридыхательные   | /p/          |              | /t/                  | /c/    | /k/      | (/ʔ/)[1]    |
| Взрывные      | придыхательные     |              |              | /tʰ/                 |        |          |             |
| Взрывные      | глоттализированные | /ɓ/          |              | /ɗ/                  |        |          |             |
| фрикативные   | фрикативные        |              | /f/ /v/      | /s̪/ /z̪/              |        | /x/ /ɣ/  | /h/         |
| Аппроксиманты | Аппроксиманты      |              |              | /l/                  | /j/    | /w/      |             |

1 Томпсон счёл горловую смычку фонемой после анализа ханойского диалекта, где имеется тенденция к переосмыслению фонем /ɓ, ɗ, v/ через сочетание «смычка + согласный» ((ʔC)). Он предлагает обозначения:
- p → p
- ʔp → ʔɓ
- t → t
- ʔt → ʔɗ
- w → v
- ʔw → ʔw

В этом анализе используется допущение, что все слоги имеют инициаль.
- /w/ — лабио-велярный[англ.] согласный звук, перед которым всегда присутствует другой согласный или гортанная смычка ([ʔ] никогда не предшествует [w] в южных диалектах).
- /p/ может начинать только заимствованное из французского слово, в исконно вьетнамских словах /p/ встречается только в качестве терминали.
- Глоттализованные взрывные согласные преглоттализуются и озвончаются: [ʔɓ], [ʔɗ] (связки смыкаются перед произношением звука). Связки часто смыкаются не полностью, что приводит к характерной имплозивной артикуляции. Иногда смыкание связок происходит раньше фонации, тогда взрывные согласные реализуются с гортанной смычкой: [ʔb], [ʔd].
- Среди дорсальных согласных:
  - /tʰ, s, z, l/ — зубные согласные: [t̪ʰ], [s̪], [z̪], [l̪];
  - /t, ɗ, n/ — альвеолярные согласные: [t͇], [ɗ͇], [n͇];
  - /tʰ, l, t, ɗ, n/ — апикальные согласные [t̺ʰ], [l̺], [t̺], [ɗ̺], [n̺];
  - /s, z, c, ɲ/ — ламинальные согласные [s̻], [z̻], [c̻], [ɲ̻];
  - характерный для сайгонского диалекта звук /j/ отсутствует;
- /c, ɲ/ — альвео-палатальные согласные [ṯ], [ṉ];
- /c/ часто подвергается аффрикатизации, превращаясь в [ṯɕ].

#### Анализ терминалейch,nh
У лингвистов имеются противоречивые сведения о произношении звуков ch и nh в конце слогов в северном диалекте. Томпсон счёл их фонемами /c, ɲ/, причём /c/ — отличными от терминалей, соответственно, t /t/, c /k/, и n /n/, ng /ŋ/. Терминали /c, ɲ/, таким образом, были сочтены идентичными начальнослоговым /c, ɲ/.
Авторы другого исследования[какое?] напротив, полагают ch и nh аллофонами велярных фонем /k/ и /ŋ/, которые появляются после передних гласных верхнего подъёма /i/ (i) и /e/ (ê).
Аргументы за второй подход включают ограниченное распространение терминалей [c] и [ɲ], запрет появления [k] и [ŋ] после [i] и [e], а также чередование [k]~[c] и [ŋ]~[ɲ] в редуплицированных словах. Кроме того, конечнослоговый [c] обычно артикулируется не так близко к зубам, как начальнослоговый [c]: [c] и [ɲ] — пре-велярные [k̟], [ŋ̟]. Идущие до них передние гласные верхнего подъёма также ассимилируются, превращаясь в гласные среднего ряда:
| /ik/ | → | ich | [ïk̟]           |
| /iŋ/ | → | inh | [ïŋ̟]           |
| /ek/ | → | êch | [ëk̟] или [əjk̟] |
| /eŋ/ | → | ênh | [ëŋ̟] или [əjŋ̟] |

Кроме того, в этом анализе ach и anh интерпретированы как слоги с медиалью переднего ряда. Одна из интерпретаций — a является дифтонгом /aj/ с глайдом, то есть, [ac] = /ajk/, а [aɲ] = /ajŋ/. Другая же заключается в том, что a обозначает гласный звук /ɛ/, который централизуется и дифтонгизуется: /ɛk/ → [aɪk̟], /ɛŋ/ → [aɪŋ̟].
Первое и второе исследования были проведены над разными вариантами северного диалекта: в первом [a] в сочетаниях [ac] и [aɲ] не дифтонгизуется, а артикулируется ближе к зубам, приближаясь к гласному [æ]. Такая артикуляция приводит к разделению рифм ăn [æ̈n], anh [æ̈ŋ̟] и ăng [æ̈ŋ].

#### Фонетические процессы
- Горловая смычка произносится в начале слогов без инициали или начинающихся с глайда /w/:[1]

| ăn | есть, принимать пищу | /ăn/ | → | [ʔăn]  |
| uỷ | делегировать         | /wi/ | → | [ʔwij] |

- Когда взрывные согласные /p, t, k/ встречаются в конце слога, они не реализуются, а дальше за ними идёт гортанная смычка: [p̚ʔ], [t̚ʔ], [k̚ʔ]:

| đáp  | отвечать           | /ɗap/ | → | [ʔɗap̚ʔ] |
| mát  | прохладный, свежий | /mat/ | → | [mat̚ʔ]  |
| khác | другой             | /xak/ | → | [xak̚ʔ]  |

- Когда заднеязычные согласные /k, ŋ/ следуют за /u, w/, они либо артикулируются с губно-губной смычкой [k͡p̚], [ŋ͡m] , либо огубливаются: [kʷ̚], [ŋʷ].

| đục | грязный          | /ɗuk/  | → | [ʔɗuk͡p̚ʔ]  |
| độc | яд               | /ɗɘwk/ | → | [ʔɗɘwk͡p̚ʔ] |
| ung | испорченный; рак | /uŋ/   | → | [ʔuŋ͡m]    |
| ong | пчела            | /awŋ/  | → | [awŋ͡m]    |

### Южный диалект

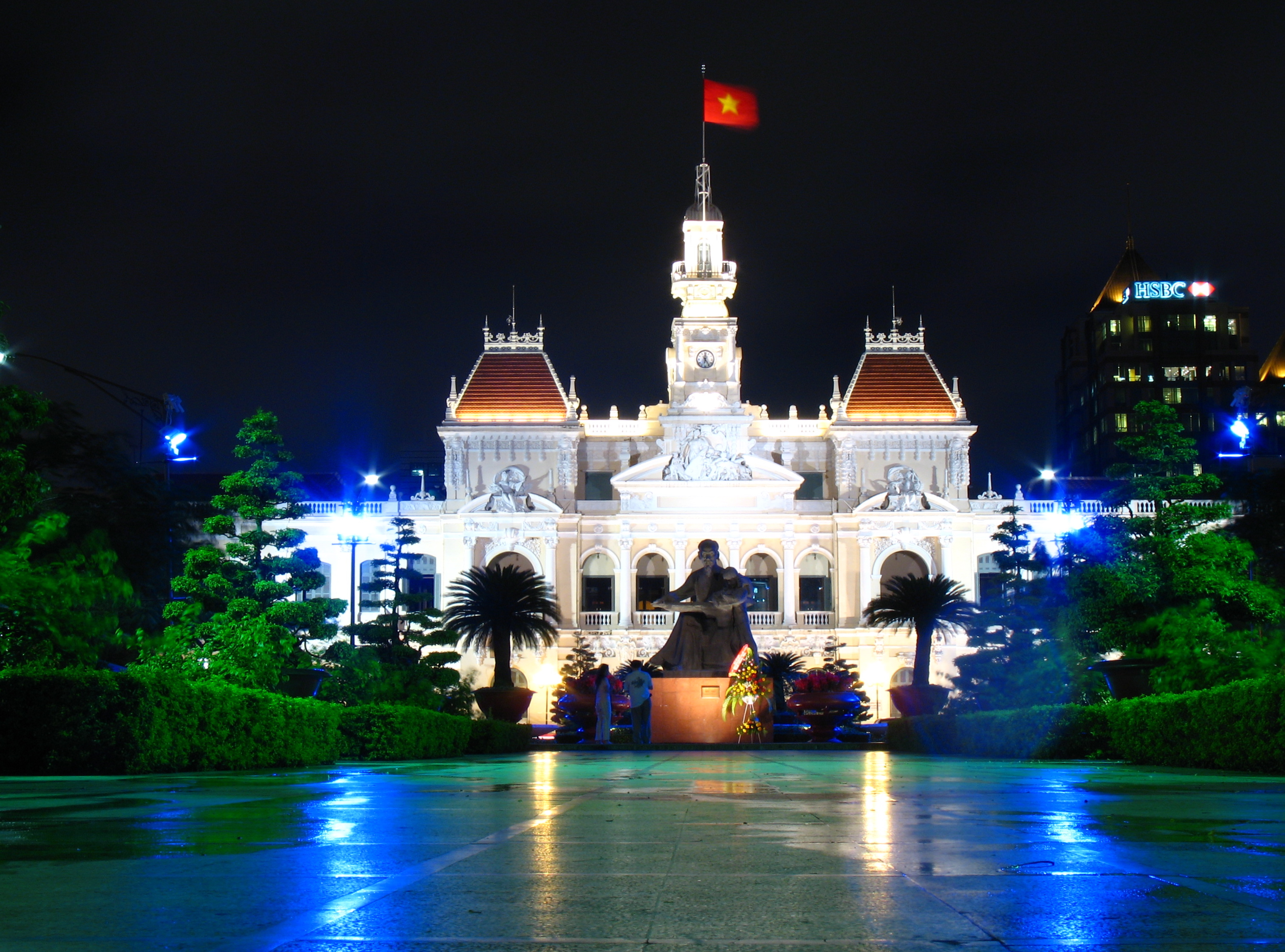
Хошимин (Сайгон)

В диалекте Хошимина (Сайгона) имеется 22 согласных звука.
|                      |                  | Губно-губные | Губно-зубные | Зубные/ альвеолярные | Пост- альвеолярные | Нёбные | Велярные | Глоттальные |
| -------------------- | ---------------- | ------------ | ------------ | -------------------- | ------------------ | ------ | -------- | ----------- |
| Носовые              | Носовые          | [m]          |              | [n]                  |                    | [ɲ]    | [ŋ]      |             |
| Взрывные и Аффрикаты | непридыхательные | [p]          |              | [t]                  | [tʂ]               | [c]    | [k]      | ([ʔ])       |
| Взрывные и Аффрикаты | Придыхательные   |              |              | [t̺ʰ]                 |                    |        |          |             |
| Взрывные и Аффрикаты | Глоттализованные | [ɓ]          |              | [ɗ]                  |                    |        |          |             |
| Фрикативы            | Фрикативы        |              | [f] ([vʲ])   | [s]                  | [ʂ] [ʐ]            |        | [x] [ɣ]  | [h]         |
| Аппроксиманты        | Аппроксиманты    |              |              | [l]                  |                    | [j]    | [w]      |             |

#### Фонетика
Сайгонский диалект фонетически отличается от ханойского следующими признаками.
- /v/ в сайгонском диалекте обычно не встречается, за исключением прочтения слов по буквам (при этом звук всегда смягчается: [vʲ]), кроме того, существуют варианты произношения [bj], [βj], они являются остаточными после изменений, затронувших /v, z/).
- Звука /z/, встречающегося в северном диалекте, нет в южном.
- Сайгонский /l/ обычно немного более мягкий, чем ханойский: [lʲ].
- Носители южного диалекта произносят /r/ с индивидуальными вариациями; некоторые произносят этот звук по-разному в разных ситуациях. Этот звук может быть ретрофлексным фрикативом [ʐ], постальвеолярным фрикативом [ʒ], альвеолярным аппроксимантом [ɹ], a альвеолярным одноударным [ɾ], дрожащим [r], или одноударным/трелью [ɾ̝], [r̝]. Вьетнамские лингвисты записывают все эти звуки символом «r».
- Корональные согласные:
  - /tʰ/ зубной: [t̪ʰ].
  - /t, ɗ, s, n, l/ альвеолярные: [t͇], [ɗ͇], [s͇], [n͇], [l͇].
  - /t, tʰ, ɗ, s, n/ апикальные: [t̺], [t̺ʰ], [ɗ̺], [s̺], [n̺] .
  - /l, c, ɲ/ ламинальные: [l̻ʲ], [c̻], [ɲ̻].
- В отличие от ханойского диалекта, в сайгонском глайд /w/ в начале слога не предваряет гортанная смычка.

### Региональные отличия в согласных
В начале слогов ханойские /v, z/ в Сайгоне превращаются в /j/. Сайгонский /ʐ/ в Ханое произносится как /z/, сайгонский /c, tʂ/ в Ханое — как /c/, а сайгонские /s, ʂ/ в Ханое — как /s/.
| Инициали | Инициали | Инициали              | Инициали | Инициали |
| Север    | Юг       | Пример                | Пример   | Пример   |
| Север    | Юг       | Слово                 | Север    | Юг       |
| -------- | -------- | --------------------- | -------- | -------- |
| /v/      | /j/      | vợ «жена»             | /vɘ/     | /(v)jɘ/  |
| /z/      | /j/      | da «кожа»             | /za/     | /ja/     |
| /z/      | /ɹ/      | ra «выходить, гулять» | /za/     | /ʐa/     |
| /c/      | /c/      | chi «что, почему»     | /ci/     | /ci/     |
| /c/      | /tʂ/     | trắng «белый»         | /căŋ/    | /tʂăŋ/   |
| /s/      | /s/      | xa «далёкий»          | /sa/     | /sa/     |
| /s/      | /ʂ/      | số «число»            | /so/     | /ʂo/     |

В разных регионах слияние согласных на границе слогов происходит по-разному. Корональные согласные /t, n/ северного диалекта превращаются в /k, ŋ/ в южном, за исключением случаев, когда перед ними находятся гласные высокого подъёма: /i, e, j/, а южные /t, n/ не претерпевают этого изменения /t, n/. Кроме того, северные /k, ŋ/ превращаются на юге в /t, n/, если идут после /i, e, j/ (иначе они превращаются в /k, ŋ/):
| Терминали           | Терминали | Терминали       | Терминали | Терминали |
| Север               | Юг        | Пример          | Пример    | Пример    |
| Север               | Юг        | Слово           | Север     | Юг        |
| ------------------- | --------- | --------------- | --------- | --------- |
| /t/                 | /k/       | hát «петь»      | /hat/     | /hak/     |
| /k/                 | /k/       | thác «водопад»  | /tʰak/    | /tʰak/    |
| /n/                 | /ŋ/       | xuân «весна»    | /swɜ̆n/    | /swɜ̆ŋ/    |
| /ŋ/                 | /ŋ/       | vâng «да»       | /vɜ̆ŋ/     | /(v)jɜ̆ŋ/  |
| /t/ после /i, e, j/ | /t/       | ít «немного»    | /it/      | /ɨt/      |
| /k/ после /i, e, j/ | /t/       | ếch «лягушка»   | /ɘjk/     | /ɘt/      |
| /n/ после /i, e, j/ | /n/       | đến «прибывать» | /ɗen/     | /ɗɘn/     |
| /ŋ/ после /i, e, j/ | /n/       | lính «солдат»   | /liŋ/     | /lɨn/     |

## Гласные

### Монофтонги
Таблица, приведённая ниже, содержит обобщённый список монофтонгов северного диалекта вьетнамского языка, взятый из исследований Nguyễn (1997), Thompson (1965) и Han (1966)[2].
|                | Передние | Средние | Задние |
| -------------- | -------- | ------- | ------ |
| Верхние        | /i/      | /ɨ/     | /u/    |
| Средне-верхние | /e/      | /ɘ/     | /o/    |
| Средне-нижние  | /ɛ/      | /ɜ̆/     | /ɔ/    |
| Нижние         |          | /ă/ /a/ |        |

- Имеются три огубленных гласных звука: /u, o, ɔ/.
- Звуки /ɜ̆/ и /ă/ произносятся кратко[англ.].
  - /ă/ — /a/: краткий /ă/ (вьетн. ă) и долгий /a/ (вьетн. a) — это разные фонемы, они отличаются только долготой.
  - /ɜ̆/ — /ɘ/: Хан[4] предположила, что краткий /ɜ̆/ и долгий /ɘ/ отличаются как по долготе, так и по подъёму, но главное отличие — первое. Томпсон[2] предположил, что эти отличия равноважны, в его исследовании говорится, что все вьетнамские гласные отличаются по подъёму друг от друга.
- /ɨ/ — неогубленный гласный среднего ряда верхнего подъёма, открытый и с заниженным подъёмом: [ɨ̞̠]. Многие исследователи, например, Томпсон[1], Нгуен[5][6] считают этот звук неогубленным гласным заднего ряда верхнего подъёма: [ɯ]. Однако проведённый аппаратурой анализ Хан[7] показал, что этот звук скорее среднего ряда, а не заднего. Брюнель[8] и Фам[9] также описывают данный звук как гласный среднего ряда.
- Верхние и средне-верхние звуки /i, ɨ, u, e, ɘ, o/ в открытых слогах часто получают глайды: [ɪj], [ɪ̈ɰ], [ʊw], [ej], [ɘɰ], [ow]:

| chị | «старшая сестра» | /ci/  | → | [cɪj]  |  | quê | «деревня»      | /kwe/ | → | [kwej] |
| tư  | «четыре»         | /tɨ/  | → | [tɪ̈ɰ]  |  | mơ  | «мечтать»      | /mɘ/  | → | [mɘɰ]  |
| thu | «очень»          | /tʰu/ | → | [tʰʊw] |  | cô  | «тётя по отцу» | /ko/  | → | [kow]  |

### Дифтонги и трифтонги
Во вьетнамском языке есть большое количество дифтонгов и трифтонгов, большинство из которых содержат гласные и /j/ или /w/. Приведённая таблица содержит дифтонги и трифтонги северного диалекта.
| /ə/ Дифтонги | /j/ Дифтонги/ Трифтонги | /w/ Дифтонги/ Трифтонги |
| ------------ | ----------------------- | ----------------------- |
| /iə/         | /ɘj/                    | /iw/                    |
| /ɨə/         | /ɜ̆j/                    | /ew/                    |
| /uə/         | /aj/                    | /ɛw/                    |
|              | /ăj/                    | /ɘw/                    |
|              | /ɨj/                    | /ɜ̆w/                    |
|              | /uj/                    | /aw/                    |
|              | /oj/                    | /ăw/                    |
|              | /ɔj/                    | /ɨw/                    |
|              | /ɨəj/                   | /iəw/                   |
|              | /uəj/                   | /ɨəw/                   |

- /j/ никогда не встречается после /i, e, ɛ/.
- /w/ никогда не встречается после огубленных гласных (/u, o, ɔ/).

### Региональные отличия в гласных
В исследовании Томпсона (Thompson (1965)) утверждается, что в Ханое сочетания ưu и ươu произносятся как /iw, iəw/, соответственно, тогда как в других диалектах дельты Тонкина эти сочетания читаются как /ɨw/ и /ɨəw/.
У Томпсона (Thompson (1965)) утверждается, что ханойские дифтонги iê /iə/, ươ /ɨə/, uô /uə/ могут произноситься /ie, ɨəː, uo/, но перед /k, ŋ/ и в открытых слогах эти звуки произносятся только как /iə, ɨə, uə/.

## Тоны
Во вьетнамском языке существует несколько тонов, разнящихся высотой, долготой, контуром, интенсивностью и фонацией (вибрируют ли голосовые связки при произнесении).
В отличие от многих американских, африканских и китайских тоновых языков, во вьетнамском тоны отличаются не только контуром, то есть представляют собой регистровый комплекс, состоящий из фонации, высоты, долготы, качества гласного и прочего. Это привело некоторых исследователей к выводу, что вьетнамский является не тоновым языком, а регистровым.
В куокнгы тоны указываются с помощью надстрочных знаков над гласным.

### Анализ тонов
Отличия в произношении тонов встречаются как между основными диалектными группами (северной, центральной и южной), так и в меньших областях, например ханойские тоны отличаются от остальных северных. Кроме того, присутствуют индивидуальные различия в произношении.

#### Северные тоны
| Название тона      | Номер | Описание                                    | Контур                          | Диакритический знак | Пример              |
| ------------------ | ----- | ------------------------------------------- | ------------------------------- | ------------------- | ------------------- |
| ngang «уровень»    | A1    | ровный                                      | [˧] (33)                        | (нет знака)         | ba «три»            |
| huyền «висящий»    | A2    | низкий понижающийся придыхательный          | [˨˩] (21) или (31)              | `                   | bà «женщина», «она» |
| sắc «острый»       | B1    | средний повышающийся напряжённый            | [˧ˀ˥] (3ˀ5)                     | ´                   | bá «губернатор»     |
| nặng «тяжёлый»     | B2    | средний падающий глоттализованный, короткий | [˧ˀ˨ʔ] (3ˀ2ʔ) или [˧ˀ˩ʔ] (3ˀ1ʔ) | ̣                    | bạ «любой»          |
| hỏi «спрашивающий» | C1    | средний понижающийся-повышающийся, жёсткий  | [˧˩˧] (313) или (323) или (31)  | ̉                    | bả «яд»             |
| ngã «падающий»     | C2    | средний повышающийся глоттализованный       | [˧ˀ˥] (3ˀ5) или (4ˀ5)           | ˜                   | bã «остаточный»     |

Тон нганг:

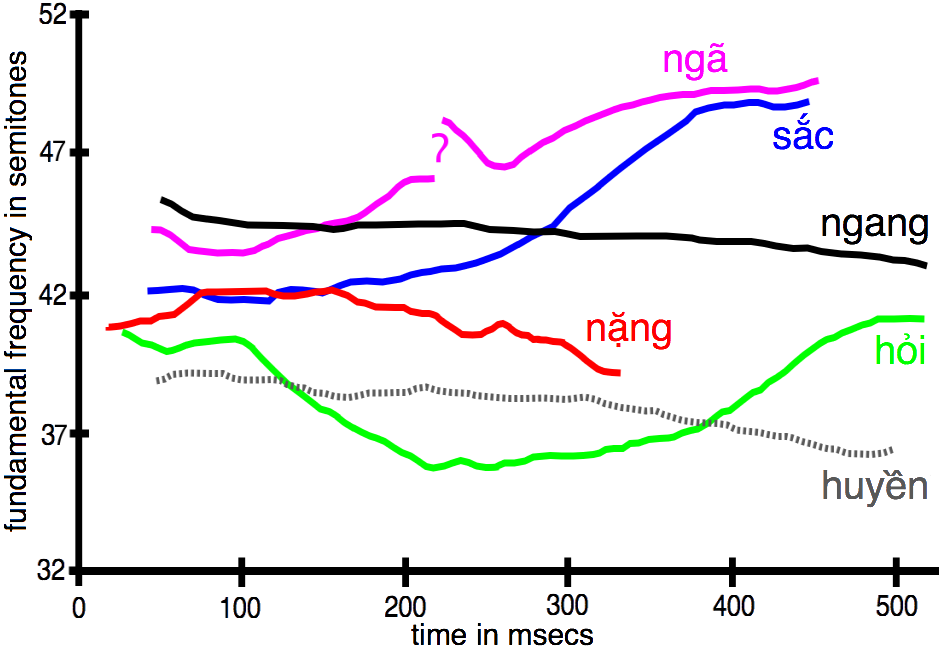
Северовьетнамские (не ханойские) тоны, произнесённые отдельно мужчиной-носителем (Nguyễn & Edmondson (1998))

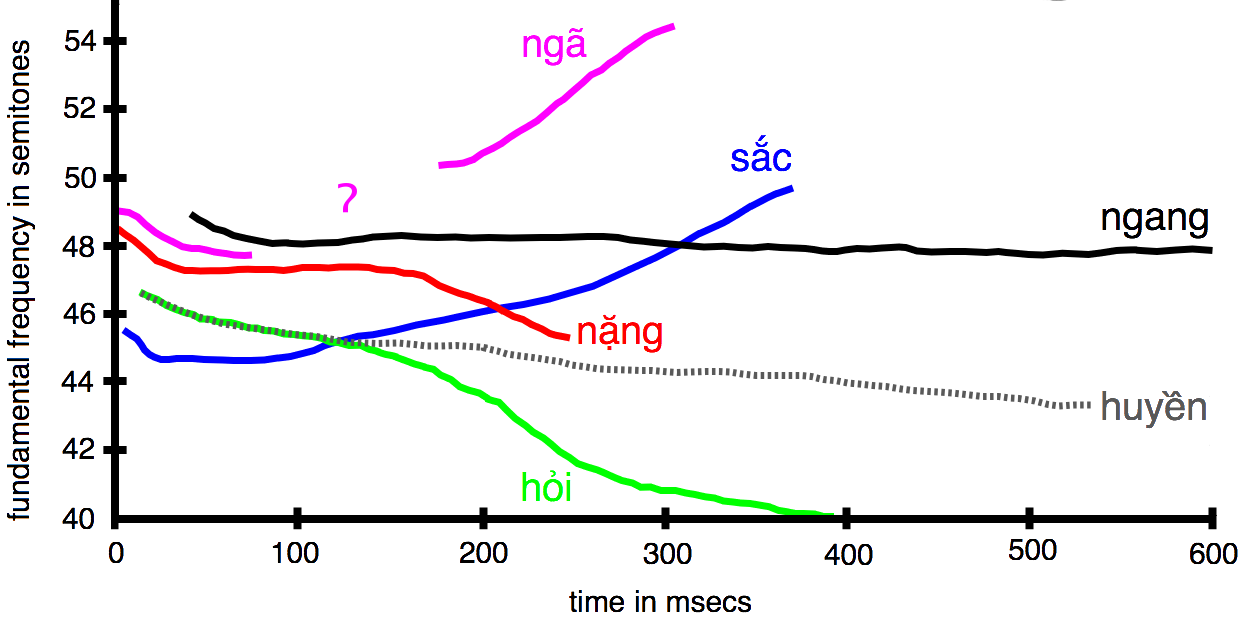
Ханойские тоны, произнесённые отдельно женщиной-носительницей (Nguyễn & Edmondson (1998))

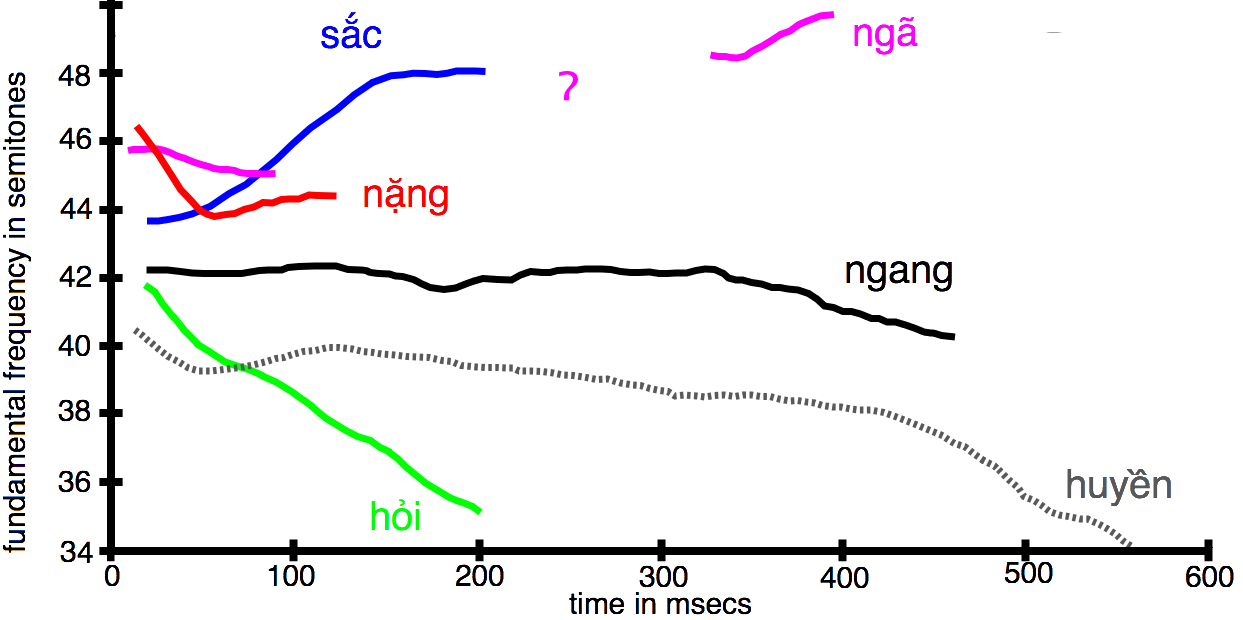
Ханойские тоны, произнесённые другой носительницей (Nguyễn & Edmondson (1998))

- Тон «нганг» обладает контуром (33) и произносится с нейтральной фонацией. Александр де Род в 1651 году описывал этот тон как «уровневый»; Нгуен (Nguyễn (1997)) описывал этот тон как «высокого (или среднего) уровня».

Тон хюен:
- Тон «хюен» начинает произноситься на средне-низком уровне, а затем понижается. Некоторые ханойцы начинают его произношение выше, на среднем уровне. Иногда этот тон сопровождается придыханием: bà = [ʔɓɐ̤ː˨˩] или [ʔɓaː˨˩][12]. Де Род описывал этот тон как «понижающееся с грависом»; Нгуен (Nguyễn (1997)) описывал этот тон как «низкий падающий».

Тон хой:
- Этот тон начинается на среднем уровне, а затем падает, фонация при этом изменяется с нормальной на напряжённую и жёсткую. В Ханое контур тона (31). В других районах этот тон после понижения возвращается на средний уровень: (313) или (323). Этот контур называют «окунающимся», «вопросительным», однако такое произношение обычно встречается при цитировании и в конце слога, в остальных позициях и в быстрой речи он не повышается. Тон «хой» относительно короткий по сравнению с другими тонами, но не такой короткий, как тон нанг. Александр де Род называл его «мягким повышающимся», Нгуен (Nguyễn (1997)) — «окунающимся повышающимся».

Тон нга:
- Контур тона нга — средний повышающийся (35). Многие носители начинают его произношение с нормальной фонации, а затем переходят на скрипящую; другие вводят в середину тона гортанную смычку ([ʔ]). В ханойском диалекте этот тон начинается с более высокого звука (45). Де Род описывал этот тон как «грудной повышающийся», Нгуен (Nguyễn (1997)) — как «скрипучий повышающийся».

Тон шак:
- Шак произносится с контуром (35), как тон нга, и сопорвождается напряжённой фонацией. У некоторых ханойцев этот тон получается выше, чем нга, например, sắc = [˧˦] (34); ngã = [˦ˀ˥] (45). Александр де Род называл этот тон «острым яростным», а Нгуен (Nguyễn (1997)) — «высоким (или средним) повышающимся».

Тон нанг:
- Этот тон начинается на среднем или пониженном уровне, а затем резко падает: (32) или (21). Его начало сопровождается немного напряжённой фонацией, и к концу напряжённость нарастает настолько, что звук кончается гортанной смычкой. Этот тон намного короче остальных. Де Родес называл этот тон «грудным тяжёлым», а Нгуен — «стянутым».

#### Южные диалекты
На юге страны тон нга часто заменяется на хой.

#### Центрально-северные и центральные диалекты
В центральных регионах страны встречаются диалектные вариации в тонах, причём говор провинции Нгеан знаменит тем, что носители произносят все тоны в низком регистре и глоттализованными, так что они похожи на тон нанг.

### Восемь тонов
Фам предположил, что количество тонов во вьетнамском — восемь, по примеру традиционной китайской фонологии. В среднекитайском языке обычно встречалось три тона, но у слогов, оканчивающихся на /p/, /t/ или /k/, мог быть единственный входящий тон, высокий и короткий. Аналогично, можно считать отдельными тонами встречающиеся в слогах на /p/, /t/, /k/ или /c/, хотя отличие не фонематическое, из-за чего обычно эти тоны не выделяются.

## Слоги и фонотактика
Согласно Ханнасу (Hannas (1997)) в зависимости от диалекта, во вьетнамском от 4 500 до 4 800 слогов; в орфографической системе куокнгы можно записать 6 200 слогов.
Структура вьетнамского слога:
(C1)(w)V(C2)+T,
где
| - C1 = инициаль - w = губно-губной глайд /w/ - V = слогообразующий гласный звук, централь | - C2 = финаль - T = тон. |

Другими словами, в слоге перед гласным может быть единственный согласный, а также необязательные глайд /w/ и конечный согласный. Во вьетнамском не бывает нулевой инициали, слоги, записывающиеся с гласной буквы, начинаются с гортанной смычки.
Возможные типы слогов:
| Слог | Примеры   | Слог | Пример     |
| ---- | --------- | ---- | ---------- |
| CV   | ở, bà     | CwV  | ửo, bưởi   |
| CVC  | âm, tiếng | CwVC | ông, thuộc |

C1:
Любой согласный может быть инициалью, кроме /p/ (в исконно вьетнамских словах не встречается); кроме того, /j/ не может быть инициалью в ханойском, но может в некоторых других диалектах, включая сайгонский.
w:
- /w/ не встречается после губных согласных /ɓ, f, v, m, w/;
- /w/ не встречается после /n/ в исконно вьетнамских словах;
- сочетания /hw, kw/ в сайгонском читаются [w].

V:
Гласный слога может быть любым из 14 встречающихся моно- и дифтонгов: /i, ɨ, u, e, ɘ, o, ɛ, ɜ̆, ɔ, ă, a, iə̯, ɨə̯, uə̯/.
G:
C2:
Терминалью слога может выступать либо губной, корональный или велярный взрывной глухой согласный /p, t, k/, либо носовой /m, n, ŋ/.
T:
В открытых слогах возможен любой из шести тонов, в закрытых (кончающихся на согласный) — только два: шать и нанг.

## Орфографические системы
| Орфография | МФА | Томпсон | Хан  | Нгуен | Доан |
| ---------- | --- | ------- | ---- | ----- | ---- |
| i          | [i] | [iː]    | [i]  | [i]   | [i]  |
| ê          | [e] | [eː]    | [e]  | [e]   | [e]  |
| e          | [ɛ] | [ɛː]    | [ɛ]  | [a]   | [ɛ]  |
| ư          | [ɨ] | [ɯː]    | [ɨ]  | [ɯ]   | [ɯ]  |
| u          | [u] | [uː]    | [u]  | [u]   | [u]  |
| ô          | [o] | [oː]    | [o]  | [o]   | [o]  |
| o          | [ɔ] | [ɔː]    | [ɔ]  | [ɔ]   | [ɔ]  |
| ơ          | [ɘ] | [ɤː]    | [ɜː] | [əː]  | [ɤː] |
| â          | [ɜ̆] | [ʌ]     | [ɜ]  | [ə]   | [ɤ]  |
| a          | [a] | [æː]    | [ɐː] | [ɐː]  | [aː] |
| ă          | [ă] | [ɐ]     | [ɐ]  | [ɐ]   | [a]  |

Томпсон утверждает, что гласные [ʌ] (â) и [ɐ] (ă) короче остальных гласных, что отражено значком долготы [ː], добавленным к другим согласным. Томпсон описывает несколько основных фонем и детализирует возможные аллофоны.
Хан использовала акустический анализ, включая спектрограммы и форманты, и пришла к выводу, о том, что основное отличие между ơ и â, а также a и ă — в долготе, в соотношении примерно 2:1. ơ = /ɜː/, â = /ɜ/; a = /ɐː/, ă = /ɐ/. Кроме того, /ɜː/ может быть несколько более закрытым, чем /ɜ/.
Хан использовала относительно небольшое количество носителей, кроме того, все они жили вне Ханоя значительное время.
Нгуен приводит более простое описание, его столбец в таблице выше — фонологический, а не фонетический.